# Sistema de inferencia neuro borroso adaptativo
Un sistema de inferencia neuro-difuso adaptativo o sistema de inferencia borrosa basada en red adaptativa (ANFIS) es un tipo de red neuronal artificial (ANN) que se basa en el sistema de inferencia difuso (FIS) Takagi-Sugeno-Kang (TSK). Esta técnica se desarrolló a principios de la década de 1990. En la que, se integra redes neuronales y principios de lógica difusa, tiene el potencial para capturar las ventajas de ambos en un solo marco. Su sistema de inferencia corresponde a un conjunto difuso de reglas SI-ENTONCES, que tienen capacidad de aprendizaje para aproximar funciones no lineales. Por lo tanto, ANFIS se considera un estimador universal. Para usar el ANFIS de una manera más eficiente y óptima, se pueden usar los mejores parámetros obtenidos de algoritmos genéticos. Tiene usos en el sistema de gestión de energía.

## Arquitectura ANFIS[2][8][9]

Diagrama de la arquitectura ANFIS

Es posible identificar dos partes en la estructura de la red, llamadas premisa y consecuencia. En detalle, la arquitectura está compuesta por cinco capas. La primera capa toma los valores de entrada y determina las funciones de pertenencia. Comúnmente se le llama capa de fuzzificación. Los grados de pertenencia de cada función se calculan utilizando el conjunto de parámetros de la premisa, a saber,{\displaystyle \{a,b,c\}}. La segunda capa se encarga de generar los pesos de las reglas. Debido a su función, la segunda capa se denomina «capa de reglas». La función de la tercera capa es normalizar los pesos calculados, dividiendo cada valor por el peso total. La cuarta capa toma como entrada los valores normalizados y el conjunto de parámetros de consecuencia {\displaystyle \{p,q,r\}}. Los valores devueltos por esta capa son los defuzzificados y esos valores se pasan a la última capa para retornar la salida final. 

### Capa de fuzzificación
La primera capa de una red ANFIS describe la diferencia con una red neuronal vainilla. Las redes neuronales en general operan con un paso de preprocesamiento de datos, en el que las características se convierten en valores normalizados entre 0 y 1. Una red ANFIS no necesita una función sigmoide, pero realiza el paso de preprocesamiento, al convertir valores numéricos en valores borrosos. 
Aquí un ejemplo: suponga que la red tiene como entrada la distancia entre dos puntos en el espacio bidimensional. La distancia se mide en píxeles y puede tener valores desde 0 hasta 500 píxeles. La conversión de valores numéricos en números borrosos se realiza con la función de pertenencia, que consta de descripciones semánticas como: cerca, medio y lejos. Cada posible valor lingüístico está dado por una neurona individual. La neurona “cerca» se dispara con un valor de 0 a 1, si la distancia se ubica dentro de la categoría «cerca». Mientras que la neurona «media» se dispara, si la distancia está en esa categoría. El valor de entrada «distancia en píxeles» se divide en tres neuronas diferentes para cerca, medio y lejos.
Matemáticamente, el grado de pertenencia obtenido en esta capa se expresa como la función campana
{\displaystyle \mu _{A_{i}}(x)={\frac {1}{1+\left({\frac {x-c_{i}}{a_{i}}}\right)^{2b_{i}}}}}
donde {\displaystyle x} es uno de los inputs y {\displaystyle A_{i}} el término lingüístico i-ésimo asociado, con {\displaystyle i=1,...,n}. Análogamente, el input {\displaystyle y} tendrá asociados los términos {\displaystyle B_{j}}. Los nodos de esta capa son adaptativos, por lo que los parámetros premisa {\displaystyle \{a_{i},b_{i},c_{i}\}} son actualizados en ella. El output de esta capa será precisamente el grado de pertenencia.
{\displaystyle O_{i}^{1}=\mu _{A_{i}}(x)}

### Capa de reglas
Esta segunda capa calcula los pesos {\displaystyle w_{i}} a partir del producto de los valores de las funciones de pertenencia de la capa anterior.
{\displaystyle O_{i}^{2}=w_{i}=\mu _{A_{i}}(x)\cdot \mu _{B_{i}}(y)}

### Capa de normalización
En la tercera capa se normalizan los pesos correspondientes a cada regla.
{\displaystyle O_{i}^{3}={\bar {w}}_{i}={\frac {w_{i}}{\sum _{i}w_{i}}}}

### Capa de defuzzificación
Esta capa es adaptativa, son ajustados los parámetros consecuentes {\displaystyle \{p_{i},q_{i},r_{i}\}}. El número de estos parámetros será una unidad mayor que el número de inputs y la función a la que pertenecen corresponde a un polinomio de primer orden {\displaystyle f_{i}=p_{i}x+q_{i}y+r_{i}}.
{\displaystyle O_{i}^{4}={\bar {w}}_{i}f_{i}}

### Capa de suma
La capa final tiene una única salida que consiste en la suma de los inputs de la capa anterior.
{\displaystyle O_{i}^{5}=\sum _{i}{\bar {w}}_{i}f_{i}}
Desde el primer desarrollo de ANFIS, se han sugerido diferentes enfoques de entrenamiento para lograr un mejor rendimiento. Estos enfoques se dividen en tres: basados en derivadas, basados en heurísticas e híbridos.